# Leif Lampater
Leif Lampater (né le 22 décembre 1982 à Waiblingen) est un coureur cycliste allemand, spécialiste de la piste. Il compte trois victoires en coupe du monde. Il a également été quatrième de la poursuite par équipes aux Jeux olympiques de 2004. Spécialiste des courses de six jours, en 92 participations, il est monté sur le podium à 48 reprises, remportant neuf courses.

## Biographie
Leif Lampater pratique le cyclisme depuis l'âge de 15 ans. Sa discipline principale est le cyclisme sur piste. En 2004, il participe aux Jeux olympiques d'Athènes. En poursuite par équipes, avec Robert Bartko, Guido Fulst et Christian Lademann, il termine au pied du podium à la quatrième place.
Lampater est un spécialiste de course à l'américaine (« Madison ») ; dans cette discipline, il est triple champion d'Allemagne. En 2015, il remporte pour la deuxième fois les Six jours de Berlin (avec Marcel Kalz). Il s'agit de sa neuvième victoire sur une course de six jours.
En 2015, après huit ans d'interruption, il fait son retour dans l'équipe nationale allemande sur piste, son engagement avec la Fédération allemande de cyclisme avait pris fin en 2007. Il fait partie de l'équipe de poursuite par équipes qui vise une qualification pour les Jeux olympiques de 2016. Le 1er mai 2016, il se casse le scaphoïde de la main gauche et doit déclarer forfait pour les Jeux olympiques de Rio de Janeiro.
Il arrête sa carrière en septembre 2018.

## Palmarès sur piste

### Jeux olympiques
- Athènes 2004
  - 4e de la poursuite par équipes

### Championnats du monde
- Londres 2016
  - 6e de la poursuite par équipes

### Coupe du monde
- 2003
  - 2e de la poursuite par équipes à Sydney
- 2004
  - 3e de la poursuite par équipes à Sydney
- 2004-2005
  - 1er de la poursuite par équipes à Los Angeles (avec Robert Bartko, Robert Bengsch, Henning Bommel)
  - 1er de l'américaine à Los Angeles (avec Robert Bartko)
  - 3e de la poursuite par équipes à Manchester
  - 3e de l'américaine à Manchester
- 2005-2006
  - 1er de l'américaine à Manchester (avec Guido Fulst)
  - 2e de l'américaine à Moscou
- 2006-2007
  - 3e de la poursuite par équipes à Moscou
- 2015-2016 
  - 3e de la poursuite par équipes à Cambridge

### Championnats d'Europe
- Büttgen 2002
  -  Médaillé de bronze de la poursuite par équipes espoirs

### Six jours
- Six jours de Stuttgart : 2006 (avec Robert Bartko, Guido Fulst), 2008 (avec Robert Bartko et Iljo Keisse)
- Six jours de Berlin : 2007 (avec Guido Fulst) et 2015 (avec Marcel Kalz)
- Six jours de Rotterdam : 2008 (avec Danny Stam)
- Six jours de Dortmund : 2008 (avec Erik Zabel)
- Six jours de Brême : 2009 (avec Erik Zabel)
- Six jours de Gand : 2013 (avec Jasper De Buyst)
- Six jours de Brême : 2014 (avec Wim Stroetinga)

### Championnats d'Allemagne
| - 2001 - 2e de la poursuite par équipes - 2003 - 2e de la poursuite par équipes - 2005 - Champion d'Allemagne de poursuite par équipes - 3e de l'américaine - 2006 - 2e de la poursuite - 2e de la poursuite par équipes - 2008 - 2e de la poursuite par équipes - 2e de l'américaine - 2009 - 2e de la poursuite par équipes - 3e de l'américaine - 2010 - Champion d'Allemagne de l'américaine (avec Christian Grasmann) - 2e de la poursuite par équipes - 2012 - 2e de la poursuite par équipes - 2e de l'américaine | - 2013 - Champion d'Allemagne de l'américaine (avec Nico Heßlich) - 2e de la poursuite par équipes - 3e de la vitesse par équipes - 3e de la poursuite par équipes - 2014 - Champion d'Allemagne de l'américaine (avec Marcel Kalz) - Champion d'Allemagne derrière derny - 3e de la poursuite - 2015 - 3e de la poursuite - 3e de l'américaine - 2016 - Champion d'Allemagne de poursuite par équipes - 3e de l'omnium - 2017 - Champion d'Allemagne d'omnium - 3e de la poursuite par équipes - 2018 - Champion d'Allemagne de poursuite par équipes - 2e du scratch |

## Palmarès sur route

### Par années
- 2011
  - Harlem Skyscraper Classic
- 2016
  - 2e étape du Tour de Moselle (contre-la-montre)
- 2017
  - 2e du championnat d'Allemagne du contre-la-montre par équipes

### Classements mondiaux
| Année           | 2006 | 2007   | 2008 | 2009 | 2010 | 2011 | 2012 | 2013 | 2014 | 2015 | 2016   |
| --------------- | ---- | ------ | ---- | ---- | ---- | ---- | ---- | ---- | ---- | ---- | ------ |
| UCI Africa Tour | 143e |        |      |      |      |      |      |      |      |      |        |
| UCI Asia Tour   |      |        |      |      | 314e |      |      |      |      |      |        |
| UCI Europe Tour |      | 1 187e |      |      |      |      |      |      |      |      | 1 851e |